# بطولة العالم لسباق الدراجات على الطريق 2003
بطولة العالم لسباق الدراجات على الطريق 2003 هي الدورة ال76 من بطولة العالم لسباق الدراجات على الطريق، أجريت في هاميلتون، كندا.

## النتائج النهائية
| المسابقة              | ذهبية                            | فضية                          | برونزية                     |
| --------------------- | -------------------------------- | ----------------------------- | --------------------------- |
| الرجال                |                                  |                               |                             |
| سباق الطريق ضد الساعة | إيغور أستارلوا (إسبانيا)         | أليخاندرو بالبيردي (إسبانيا)  | بيتر فان بيتيجيم (بلجيكا)   |
| سباق الطريق المداري   | مايكل روجرز (دراج) (أستراليا)    | أوي بيشل (ألمانيا)            | مايكل ريتش (ألمانيا)        |
| السيدات               |                                  |                               |                             |
| سباق الطريق ضد الساعة | يوانيه سوماريبا (إسبانيا)        | جوديث أرندت (ألمانيا)         | زولفيا زابيروفا (روسيا)     |
| سباق الطريق المداري   | سوزانيونجسكوج (السويد)           | Mirjam Melchers ‏ (هولندا)     | نيكول كوك (المملكة المتحدة) |
| رجال أقل من 23 سنة    |                                  |                               |                             |
| سباق الطريق المداري   | سيرغي لاجوتين (أوزبكستان)        | يوهان فانسومرن (بلجيكا)       | توماس ديكر (دراج) (هولندا)  |
| سباق الطريق ضد الساعة | Markus Fothen ‏ (ألمانيا)         | Niels Scheuneman ‏ (هولندا)    | Alexander Bespalov ‏ (روسيا) |
| شبان                  |                                  |                               |                             |
| سباق الطريق المداري   | كاي ريوس (هولندا)                | أندرس لوند (الدنمارك)         | لوكاس فوس (التشيك)          |
| سباق الطريق ضد الساعة | Mikhail Ignatiev (روسيا)         | Dmytro Grabovskyy ‏ (أوكرانيا) | Viktor Renang (السويد)      |
| شابات                 |                                  |                               |                             |
| سباق الطريق المداري   | Loes Markerink ‏ (هولندا)         | Irina Tolmacheva (روسيا)      | سابين فيشر (ألمانيا)        |
| سباق الطريق ضد الساعة | Bianca Purath-Knoepfle (ألمانيا) | Loes Markerink ‏ (هولندا)      | Iris Slappendel ‏ (هولندا)   |